# Ulf Wakenius
Ulf Wakenius, född 16 april 1958 i Halmstad, är en svensk jazzmusiker (gitarr). Han var medlem i Oscar Petersons kvartett från 1997. Ulf Wakenius har bland annat spelat med flera egna band. 
Wakenius debuterade på 1970-talet och hörde först tala om sig i gruppen Hawk On Flight som han var med och bildade. På 1980-talet spelade han med Peter Almqvist i Guitars Unlimited som bland annat spelade för en TV-publik på 600 miljoner tittare i Eurovision Song Contest 1985.  En mellanlandning i  Rio de Janeiro resulterade i tre skivor med Sivuca i Let's Vamos, Aquarela Do Brazil och Rendez-Vous In Rio (Sonet 1987).  Samarbetet med Niels-Henning Ørsted Pedersen började också detta decennium, och de gav senare This Is All I Ask (Verve, 1998) och Those Who Were (Verve, 1996).
Hans egen U.W. Group utgav Venture (1991) med Jack DeJohnette på trummor, Bill Evans och Bob Berg på saxofon, Randy Brecker på trumpet, Niels Lan Doky på piano och Chris Minh Doky och Lars Danielsson på bas. Samarbetet med amerikanska musiker fortsatte i New York Meeting med Niels Lan Doky på piano, Ira Coleman på bas och Billy Hart på trummor.
Hans Enchanted Moments (Dragon, 1997) var med Lars Jansson (piano), Lars Danielsson (bas) och Raymond Karlsson (trummor). På Dig In (Sittel, 1997) spelar han med Gösta Rundqvist (piano), Yasuhito Mori (bas) och Jukkis Uotila (trummor). Det följdes av Live (Dragon) och The Guitar Artistry of U.W. (Dragon, 2002). Därefter kom Tokyo Blue (2003) med Carsten Dahl (piano), Morten Lund (trummor) och Yasuhito Mori (bas); Forever You (Stunt, 2003), med Carsten Dahl (piano), Morten Lund (trummor) och Lars Danielsson (bas); och Checkin' In (Megaphon, 2004).
Notes from the Heart (ACT, 2005) är en hyllning till Keith Jarrett, med Lund och Johansson
Wakenius hade tillsammans med Håkon Graf (piano) under tidigt 1990-tal gruppen Graffiti med tidigare medlemmar från John Scofields grupp, Dennis Chambers (trummor) och Gary Grainger (bas). Han har figurerat på Duke Ellington Swings (Telarc, 1998); med Oscar Peterson gav han ut Summernight in Munich (Telarc, 1999) och Trail of Dreams med Oscar Peterson och Michel Legrand (Telarc, 2000). Med Ray Brown spelade han på Summertime (1998) och Seven Steps to Heaven (1999), samt Some of my Best Friends Are Guitarplayers (Telarc, 2001).
Med Pat Metheny spelade han på Jazz Baltica 2003. I Norge har han spelat med Hot Club de Norvège och Vertavo-kvartetten (Hot Club Records, 2005), samt bidragit på utgåvan Guitaresque på Hot Club Records med Jon Larsen, Stian Mevik, Jimmy Rosenberg o.a.  Andra insatser har varit bidrag på Lisa Nilssons Små rum (2001) och Cæcilie Norbys First Conversations (2002).
2006 turnerade han med sin uppsättning In the Spirit of Oscar med sättningen Kjell Öhman (piano), Hans Backenroth (bas) och Jocke Ekberg (trummor).

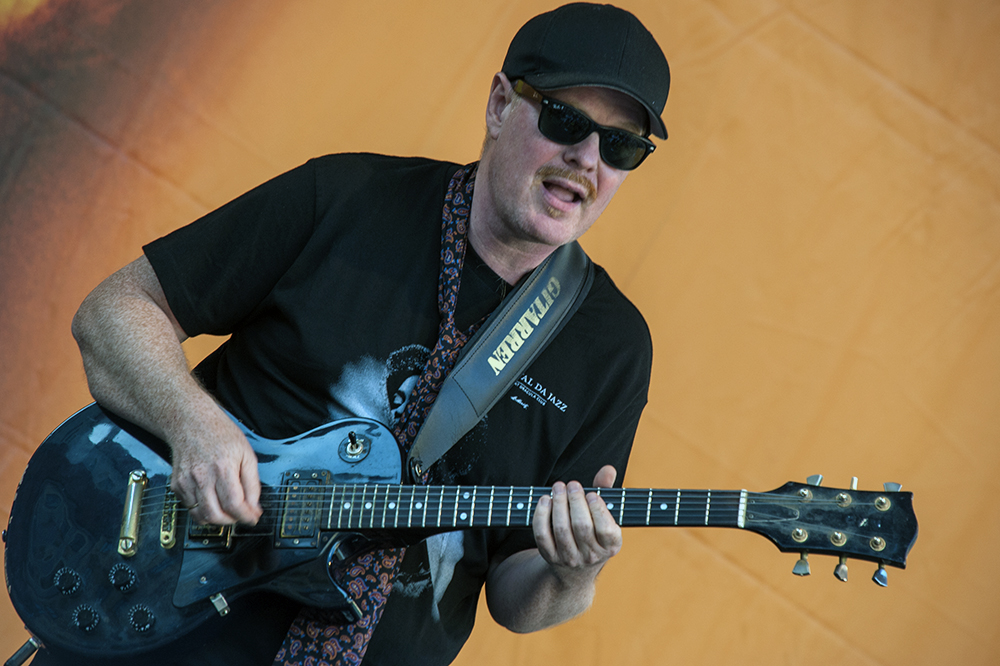
Ulf Wakenius spelar i Gamla Stan i Warszawa, Polen - juli 2016

- ESC 1895 w. Guitars Unlimited